# ニルヴァーナ (イギリスのバンド)
ニルヴァーナ (Nirvana)は、1960年代から活動するイギリスのプログレッシブ・ロック・バンド。
1990年代に活躍したアメリカ合衆国の同名のバンドとは別物（後述）。アメリカの方が知名度を獲得していることからメディアではニルヴァーナU.K.、英ニルヴァーナなどと呼称されることもある。

## 来歴
サンフランシスコを中心とするサマー・オブ・ラブの年に結成。
元々は、常にセッション・ミュージシャンを加えて活動していたため実体がつかみにくいグループではあるが、中心人物はパトリック・キャンベル・ライオンズとアレックス・スパイロポロウスの二人組。だが、パトリックが全面に立つようになる。
ダブリン生まれのパトリックは大学へ入るためにロンドンに移住したが結局入学せず、1965年頃にセカンド・ソウツ (Second Thoughts)というバンドに参加。
そのグループには、クリス・トーマスやスピーディー・キーンも在籍。ハンブルクにおけるハイ・ナンバーズのサポートなど多くのライブをこなす中、パトリックとクリスの共作曲｢アイム・ファイディング・イット・ラフ｣をエヴァリー・ブラザーズが取り上げることもあり、期待されたセカンド・ソウツだが、1967年に解散。
その後、セント・マーティンズ・スクール・オブ・アートで映画制作を勉強していたところ、ギリシア生まれのアレックスと出会う。意気投合した彼等は、既にアレックスとは曲を作っていたレイ・シンガーも誘い、｢美しい曲と優雅なストリングスと穏やかなサイケデリア｣を志向するポップ・バンドを結成。これがニルヴァーナの誕生である。
彼等は、ブライアン・ヘンダーソンやシルヴィア・シュスター、そしてマイケル・コーといったメンバーを加え、デモを作りレコード会社を廻るが全くダメで、唯一ミッキー・モストのみが｢もしかしたら｣と言ってくれたのみ。最後に訪れたアイランド・レコードで契約成立。セカンド・ソウツ解散の年、1967年のことである。
一説によるとこの話の裏には、マフ・ウィンウッドがデモテープのある1曲を気に入りジミー・ミラーに渡した結果契約は成立したとの話もある。契約成立後、スタジオに入り「Tiny Goddess」を録音。同年後半にはファースト・シングルとして発売。
そして1967年中にセカンド・シングル「Pentecost Hotel」、更にファースト・アルバム『ザ・ストーリー・オブ・サイモン・シモパス』を発表。あまり売れず評論家うけのみという思わしくない結果になる。翌、1968年にはサード・シングル「Rainbow Chaser」をリリース。ここが転機になる。当初はB面の筈だったのだが、ミッキー・モストがクリス・ブラックウェルを説得し、A面扱いにさせたこの曲がイギリスではトップ40に食い込み、北欧でナンバー1を記録。フランスのTVにも出演。
同年から翌年1969年にかけて「Girl in the Park」「All of Us」「Wings of Love」「Oh! What a Performance」と立て続けに4枚のシングルとアルバム『オール・オブ・アス』をリリース。
「All of Us」は映画『タッチャブル』のテーマにも使われ、レコーディングにスプーキー・トゥースやクラウズ、ウィンダー・K・フロッグやヴァンゲリスといったアイルランド等のミュージシャンなども参加するようになる。だが、本国のチャートではあまり奮わず、フランスやスペインで売れるという状況が続く。
1969年の夏、サード・アルバム『トゥ・マルコス・スリー』（別名『ブラック・フラワー』）を制作。彼等は出来上がったアルバムをクリス・ブラックウェルに視聴してもらうがリリースを拒否されてしまう。原盤権を買い取り、メトロメディア(米国)パイ(英国)とライセンス契約を結び発表する。この頃より、当初のメンバーの1人であるアレックスとの音楽的見解の相違が激しくなり、友人関係を保ったままアレックスがバンドを去ることになる。
アレックス脱退後、パトリックは、メル・コリンズやジェイド・ウォリアーの協力を経てアルバム『局部麻酔』をヴァーティゴからリリース。また、プロデューサー及びA&Rマンとして同レーベルと契約。ジェイド・ウォリアー、ミッキー・ジャップ、クリア・ブルー・スカイ等を手掛ける。
その後、アルバム『愛の賛歌』、ソロ名義での『ミー&マイ・フレンド』『The Hero I Might Have Been』といったアルバムをリリース。その後、アレックスは音楽業界を離れ落ち着いていたが、音楽出版社のための曲作りなどもしていた模様。
幾つかミュージカルも書き上げていたようで、その内の1つ『ブラッド』はパトリックとの共作で、そこから抜粋された「Two Of A Kind」が1976年に発表されている。

## 名義問題
彼等がコンピレーションCDのリリースに合わせてカート・コバーンらの在籍する「ニルヴァーナ」に対して、グループ名の使用停止を迫る訴訟を起こしたが、結果的にオリジナル・ニルヴァーナの敗訴となった。アメリカ合衆国ロサンゼルスにも同名バンドが存在し、カート・ニルヴァーナが売れた頃に裁判を起こし敗訴したこともあり、声を大にして言う程の問題ではないという司法判断であった。
名義問題と関係はないが、彼らは再結成後、カート・ニルヴァーナの「リチウム」をカバーしている。

## ディスコグラフィ

### アルバム
- 『ザ・ストーリー・オブ・サイモン・シモパス』 - The Story of Simon Simopath (1967年)
- 『オール・オブ・アス』 - The Existence Of Chance Is Everything and Nothing Whilst the Greatest Achievement Is the Living of Life and So Say ALL OF US (1968年)
- 『トゥ・マルコス・スリー』 - To Markos III (1970年) ※『ブラック・フラワー』 - Black Flowerとして1987年にボーナス・トラック付きで再発されている
- 『局部麻酔』 - Local Anaesthetic (1972年) ※旧邦題『涅槃』
- 『愛の賛歌』 - Songs Of Love And Praise (1973年)
- 『ミー・アンド・マイ・フレンド』 - Me And My Friend (1974年) ※パトリック・キャンベル・ライオンズの1stソロ・アルバム。CD再発の際、『愛の賛歌』の曲をボーナス・トラックとし、ニルヴァーナのアルバムとして発売された。
- 『トラヴェリング・オン・ア・クラウド』 - Travelling On A Cloud (1992年) ※コンピレーション盤
- 『シークレット・シアター』 - Secret Theatre (1994年) ※レア音源＆アウトテイク集
- 『オレンジ・アンド・ブルー』 - Orange And Blue (1996年)
- Chemistry (1997年) ※コンピレーション盤
- Forever Changing (2000年) ※コンピレーション盤
- Cult (2012年) ※コンピレーション盤
- Rainbow Chaser: The 60s Recordings (The Island Years) (2018年) ※コンピレーション盤

### シングル
- "Tiny Goddess" (1967年)
- "Pentecost Hotel" (1967年)
- "Rainbow Chaser" (1968年)
- "Girl in the Park" (1968年)
- "All of Us" (1968年)
- "Wings of Love" (1969年)
- "Oh! What a Performance" (1969年)
- "The Picture of Dorian Gray" (1981年)